# هرکول در نیویورک
هرکول در نیویورک (به انگلیسی: Hercules in New York) فیلمی به کارگردانی آرتور الن سیدلمن و نویسندگی و تهیه‌کنندگی اوبری ویسبرگ محصول سال ۱۹۶۹ میلادی است.